# پسر عقاب سیاه
پسر عقاب سیاه (ایتالیایی: Il figlio di Aquila Nera) یک فیلم درام تاریخی به کارگردانی گوئیدو مالاتستا است که در سال ۱۹۶۸ منتشر شد.

## بازیگران
- ادویژ فنش
- میمو پالمارا
- فرانکو رسل
- آندره‌آ آئورلی
- لوریس جیتسی
- تولیو آلتامورا
- لوچانو کاتناچی
- پیترو توردی